# 서피스 프로 4
마이크로소프트 서피스 프로 4(영어: Surface Pro 4)는 마이크로소프트에서 발표한 윈도우 10 태블릿의 이름이다. 서피스 프로 4는 2015년 10월 6일 윈도우 10 디바이스 데이에서 루미아 950 시리즈와 서피스 북과 함께 발표되었다.
한국에서는 2015년 11월 20일 출시되었다.

## 하드웨어
전반적 외관은 서피스 프로 3와 비슷하나 아래와 같은 차이점을 가지고 있다.
- 후면 로고가 서피스 로고에서 마이크로소프트 윈도우 로고로 변경
- 디스플레이의 화면 인치 상승
- 인텔사의 리얼 센스 카메라 탑재로 인해 전면 카메라 개수 상승
- 8.45 mm로 두께 감소

### CPU
CPU의 경우 최초로 인텔 6세대 스카이레이크를 사용한다.
- 코어 m3-6Y30
- 코어 i5-6300U
- 코어 i7-6650U

하이브리드 리퀴드 쿨링 시스템을 사용하여 기존 공랭 방식에 기체와 액체를 동적으로 바뀌는 냉매가 추가되었다.

### RAM
코어 m3-6Y30 모델의 경우 칩셋 컨트롤러 차이로 LPDDS모델의 경우 DDR3L SDRAM을 사용한다.
세부 모델에 따라 4GB, 8GB, 16GB 로 나누어 진다.

### SSD
서피스 프로 4의 경우 M.2 규격을 채용하여 NVM 익스프레스를 사용한다. 아래와 같은 제품이 혼용된다.
- 삼성전자 PM951 TLC
- 도시바 XG3 MLC

세부 모델에 따라 128GB, 256GB, 512GB, 1024GB(=1TB) 로 나누어 진다.

### 디스플레이
2736x1824 해상도를 가진 삼성전자의 TFT-LCD방식의 PixelSense를 사용한다.
최대 10점의 멀티 터치를 지원한다.

### 네트워크
별도의 셀룰러 통신을 위한 칩셋은 탑재되어 있지않다. 무선 네트워크 칩셋의 경우 Marvell의 Avastar 88W8897 칩셋이 탑재되어 최대 866.7Mbps의 대역폭을 낸다.

### 배터리
마이크로소프트에서 공개한 자료에 따르면 5087mAh의 배터리가 탑재되었으며, 코어 m3-6Y30 모델 기준으로 약 9시간 연속 비디오 감상이 가능하다.
실제로는 약 7시간 10분정도 사용이 가능하다.

### 카메라
인텔의 리얼센스 카메라가 탑재되어, Windows Hello 사용이 가능하다.
전면 500만 화소, 후면 800만 화소의 자동 초점 카메라를 탑재 했다.

## 소프트웨어
모든 서피스 프로 4 제품군의 경우 윈도우 10 프로 64비트와 마이크로소프트 오피스 30일 체험판을 제공한다.

## 악세사리
서피스 프로 4의 경우 전작의 모든 악세사리가 하위 호환된다.

### 타입커버
새로운 버전의 타입커버와 함께 발표되었다.
전작과 달라진 점은 아래와 같다.
- 키 사이 간격 상승
- 터치패드 영역 40% 커짐
- 두께와 무게 감소

기존 서피스 프로 3의 타입커버보다 키 사이 간격이 넓어져 오타율이 현저하게 줄었다.
또한 별도로 지문ID 센서가 탑재된 타입 커버도 별매 한다.
색상은 검정, 파랑, 하늘, 빨강 색 4가지를 제공하며, 서피스 프로 2017의 타입커버와도 호환된다.

### 서피스 펜
N-Trig 기반의 서피스 펜 기본 제공 된다. 이는 마이크로소프트사의 G5 칩셋 탑재로 인해 1024단계의 감압 단계 구분이 가능하다.
AAAA 배터리 1개가 장착되며, 측면 및 후면 지우개 부분에 버튼 각 1개를 탑재하였다.
별매품으로 2H, H, HB, B 로 구성된 펜이 있다. 기본으로 HB가 제공된다.

### 충전기
코어 i 모델의 경우 36w 충전 어댑터를 제공한다.
단, 12V 2.58A의 서피스 충전 출력 31w와 5V 1A의 USB 충전 출력 5w를 합쳐 36w로 표기 된다. 무게는 250g의 어댑터와 39g의 AC 케이블이 제공되어 총 289g이다.
코어 m 모델의 경우 USB 충전 포트가 없고, 크기와 무게가 현저하게 줄은 24w 충전 어댑터를 제공한다.
이는 15V 1.6A의 서피스 충전만을 제공한다.
무게는 134g으로 코어 i 모델 번들 어댑터보다 훨씬 가볍다.

### 서피스 독
기존 서피스 프로 3과 다르게 도킹 스테이션 형식이 아닌 충전 단자에 연결하는 별도의 액세서리가 발표되었다.